# Фуипиано Вале Иманя
Фуипиа̀но Ва̀ле Има̀ня (на италиански: Fuipiano Valle Imagna; на ломбардски: Föipià, Фьоипия) е село и община в Северна Италия, провинция Бергамо, регион Ломбардия. Разположено е на 1055 m надморска височина. Населението на общината е 215 души (към 2017 г.).